# Далабайское месторождение
Далабайское месторождение — месторождение золота в Алматинской области, в 20 км к северу от станции Сары-Озек. Открыто С. Е. Майриным в 1957 году. Расположено в верхне-пермских вулканитах и интрузиях триаса, залегающих в северо-восточном направлении, в кварцевых жилах с вкраплениями сульфидов. Состоит из отдельных жил толщиной от 0,2—0,3 м до 1—3 м. Вблизи находится рудное тело длиной 225 м, шириной 2,7—8,8 м. Содержание сульфидов (пирит, халькопирит, сфалерит, борнит) в рудах составляет 2 %. Разрабатывается с 1996 года предприятием «Кварц».